# Bonnetiaceae

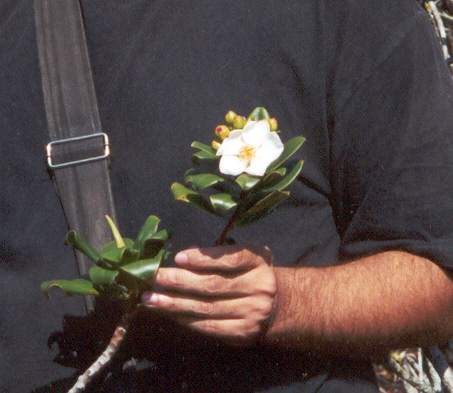
Bonnetia anceps

Bonnetiaceae je čeleď vyšších dvouděložných rostlin z řádu malpígiotvaré
(Malpighiales).

## Charakteristika
Lysé keře a stromy s jednoduchými celokrajnými listy bez palistů. Při poranění rostliny roní bílý až žlutý latex. Listy jsou střídavé, často nahloučené na koncích větví, s krátkým řapíkem nebo přisedlé.
Žilnatina je zpeřená. Květy jsou velké, vonné, růžové nebo červené, oboupohlavné, jednotlivé nebo ve vrcholových hroznech či latách
(někdy je lata stažená a tvoří nepravý okolík). Kalich i koruna je z 5 volných lístků. Tyčinek je mnoho, jsou volné nebo na bázi srostlé nebo ve svazečcích po 5. Semeník je svrchní,
srostlý ze 3 nebo 5
plodolistů a se 3 nebo 5 komůrkami. Vajíček je mnoho. Čnělky jsou volné nebo částečně srostlé. Plodem je mnohasemenná tobolka.
Čeleď zahrnuje asi 41 druhů ve 4 rodech a vyskytuje se v jihovýchodní Asii (od Malajsie po Moluky a Novou Guineu),
v tropické Jižní Americe a na Kubě.
Většina zástupců čeledi Bonnetiaceae roste na písčitých savanách různých výškových poloh a ve skalnatých oblastech. Charakteristické jsou pro vrcholy stolových hor Guyanské vysočiny. Opylovány jsou převážně hmyzem.

## Taxonomie
Ve většině systémů byla čeleď Bonnetiaceae vřazena v čeledi čajovníkovité (Theaceae) nebo umístěna do její blízkosti.
Tachtadžjan ji zařadil do příbuzenstva čeledi Clusiaceae, což bylo později potvrzeno
molekulárními metodami. V kladogramech APG II je vedena jako sesterská větev k čeledi Clusiaceae v rámci řádu
malpígiotvaré (Malpighiales).

## Seznam rodů
Archytaea, Bonnetia, Neotatea, Ploiarium